# Hans Erer der Ältere
Hans Erer der Ältere (* in Heilbronn; † 5. Dezember 1428 in Heilbronn) war 1389, 1395 und 1399 Bürgermeister der Reichsstadt Heilbronn.

## Leben
Hans entstammt der Patrizierfamilie Erer und war Enkelsohn des Schultheißen Konrad Erer († 1336), der drei Söhne Konrad, Engelmar und Hannes hatte, wobei nicht bekannt ist, welcher von diesen Vater von Hans war. Er wird erstmals 1378 in Heilbronn erwähnt und erhielt 1385 von König Wenzel das Reichslehen der Stadt.
Am 21. März 1387 vertrat Hans Erer der Ältere Heilbronn in Nürnberg und versprach König Wenzel, ihm bei der Verteidigung seines Königtums zu helfen. Hans Erer der Ältere wurde öfter als Abgeordneter der Stadt Heilbronn für die Städtebündnisse im Städtekrieg 1387–1389 gebraucht, als Heilbronn vom Vater des späteren Königs Ruprecht von Habsburg, dem Pfalzgrafen Ruprecht und vom Markgrafen Rudolf I. (auch Sauseberg) von Baden zweimal angegriffen und das Stadtgebiet zerstört wurde.
Hans Erer der Ältere war in erster Ehe mit einer Dame aus dem Heilbronner Geschlecht der Laemmlin verheiratet. In zweiter Ehe war Hans Erer der Ältere spätestens ab 1390 mit der Tochter des Bürgermeisters Kunz Lutfried, Barbara Lütfried verheiratet.
In den Jahren 1395 und 1399 war Hans Erer der Ältere Bürgermeister der Stadt Heilbronn, 1387 und 1402 wird er auch als Vogt von Flein erwähnt.
Im Jahre 1400 ging Hans Erer der Ältere als Abgesandter Heilbronns zum pfälzischen Kurfürsten Ruprecht, der zum König gewählt worden war, und Ruprecht bestätigt am 7. August 1401 die Stadtrechte Kaiser Karls IV.
Am 16. Februar 1402 erhielt Hans Erer der Ältere das Reichslehen zu Flein und zu Böckingen und 1413 erhielt er das Reichslehen zu Neckargartach von Konrad IX. von Weinsberg.
Hans Erer der Ältere war neben Kunz Leyder genannt „Scheltz“ der Höchstbesteuerte Heilbronns und verfügte über ein Vermögen von 8600 Gulden.
Am 5. Dezember 1428 ist Hans Erer der Ältere gestorben. Er hatte zwei Söhne, Konrad und Hans. Konrad wurde später Bürgermeister Konrad zu Speyer, seine Nachfahren waren wieder Bürgermeister von Heilbronn.